# Stylops grandior
Stylops grandior är en insektsart som beskrevs av Pierce 1918. Stylops grandior ingår i släktet Stylops och familjen stekelvridvingar. Inga underarter finns listade i Catalogue of Life.